# ワールド・B・フリー
ワールド・B・フリー (World B. Free, 1953年12月9日 - ) は、アメリカ合衆国の元プロバスケットボール選手。身長188cm、体重84kg。ポジションはシューティングガード。出生名はロイド・バーナード・フリー (Lloyd Bernard Free) であったが、1981年に改名した。

## 経歴
フリーはアトランタで生れ、ニューヨーク州ブラウンズビルで育った。進学したノースカロライナ州のギルフォード大学では、1年生にしてチームをNAIAトーナメント優勝に導き、大会MVPを受賞した。
1975年、フリーはNBAドラフトにエントリーし、全体23位でフィラデルフィア・76ersに入団した。76ersで3シーズンプレーした後、1978年にサンディエゴ・クリッパーズに移籍するとチームのエースとして華々しい活躍を見せた。1978-79シーズンはリーグ2位の平均28.8得点でオールNBA2ndチームに選ばれ、翌1979-80シーズンはキャリアハイとなる平均30.2得点を叩き出して自身唯一のオールスター出場を果たした。ただ、当時のクリッパーズはフリーのワンマンチームであり、どちらのシーズンもプレーオフを逃している。
フリーは1980年にゴールデンステート・ウォリアーズに移籍し、その後1982-83シーズン途中にクリーブランド・キャバリアーズに移籍した。キャバリアーズ時代の1985年には自身7年ぶりとなるプレーオフ進出を果たし、1回戦でボストン・セルティックス相手にシリーズ平均26.3得点と奮闘したが1勝3敗で敗退した。フリーはキャバリアーズでのラストシーズンとなった1985-86シーズンまで、8年連続で平均22得点以上を記録した。
フリーは1986年に古巣76ersに復帰したが、怪我のため20試合の出場に留まり、シーズン終盤に解雇された。その後USBLでの短期間のプレーを経て、1987年にヒューストン・ロケッツと契約し、1シーズンプレーした後に現役を引退した。NBAでの成績は886試合の出場で通算17,955得点3,319アシスト（平均20.3得点3.7アシスト）であった。
フリーは現在、76ersの選手開発責任者及びコミュニティ・アンバサダーとして活動している。

## プレースタイル・人物
フリーの最大の特徴は、ボールを担ぐようなフォームから放たれる高いアーチのジャンプショットである。これは10代の頃ニューヨークのプレーグラウンドでプレーしていた際、背が低くてシュートをよくブロックされていたために身に付けたという。また全盛期には垂直跳びで44インチを記録するなど高い身体能力を持ち、主に1オン1から得点を量産した。
フリーはリーグ屈指のスコアラーであったにもかかわらず、弱小球団に在籍した期間が長く、プレーオフでインパクトを残せなかったため過小評価されている選手の1人として知られている。NBA史上シーズン平均30得点を達成した31人のうち、オールスターに複数回選ばれていないのはフリーのみである。
"ワールド"という名前の由来は、高校時代にフリーの360度ダンクを目の当たりにした友人によって付けられたニックネームによる。1981年、28歳の誕生日の前日に、正式にファーストネームを「ワールド」に改名した。それに伴い、登録名が「ロイド・フリー」から「ワールド・B・フリー」に変更となった。
尊敬する人物はモハメド・アリである。

## 個人成績

### レギュラーシーズン
| Season   | Team     | GP  | GS  | MPG  | FG%  | 3P%  | FT%  | RPG | APG | SPG | BPG | PPG  |
| -------- | -------- | --- | --- | ---- | ---- | ---- | ---- | --- | --- | --- | --- | ---- |
| 1975–76  | PHI      | 71  | –   | 15.8 | .448 | –    | .602 | 1.8 | 1.5 | 0.5 | 0.1 | 8.3  |
| 1976–77  | PHI      | 78  | –   | 28.9 | .457 | –    | .720 | 3.0 | 3.4 | 1.0 | 0.3 | 16.3 |
| 1977–78  | PHI      | 76  | –   | 27.0 | .455 | –    | .731 | 2.8 | 4.0 | 0.9 | 0.5 | 15.7 |
| 1978–79  | SDC      | 78  | –   | 37.9 | .481 | –    | .756 | 3.9 | 4.4 | 1.4 | 0.4 | 28.8 |
| 1979–80  | SDC      | 68  | –   | 38.0 | .474 | .360 | .753 | 3.5 | 4.2 | 1.2 | 0.5 | 30.2 |
| 1980–81  | GSW      | 65  | –   | 36.5 | .446 | .161 | .814 | 2.4 | 5.6 | 1.3 | 0.2 | 24.1 |
| 1981–82  | GSW      | 78  | 78  | 35.8 | .448 | .179 | .740 | 3.2 | 5.4 | 0.9 | 0.1 | 22.9 |
| 1982–83  | GSW      | 19  | 18  | 36.8 | .451 | .000 | .711 | 2.3 | 4.7 | 0.8 | 0.2 | 22.8 |
| 1982–83  | CLE      | 54  | 51  | 35.9 | .458 | .357 | .747 | 2.9 | 3.7 | 1.5 | 0.2 | 24.2 |
| 1983–84  | CLE      | 75  | 71  | 31.7 | .445 | .319 | .784 | 2.9 | 3.0 | 1.3 | 0.1 | 22.3 |
| 1984–85  | CLE      | 71  | 50  | 31.7 | .459 | .368 | .749 | 3.0 | 4.5 | 1.1 | 0.2 | 22.5 |
| 1985–86  | CLE      | 75  | 75  | 33.8 | .455 | .420 | .780 | 2.9 | 4.2 | 1.2 | 0.3 | 23.4 |
| 1986–87  | PHI      | 20  | 2   | 14.3 | .317 | .222 | .766 | 1.0 | 1.5 | 0.3 | 0.2 | 5.8  |
| 1987–88  | HOU      | 58  | 0   | 11.8 | .409 | .229 | .800 | 0.8 | 1.0 | 0.3 | 0.1 | 6.4  |
| Career   | Career   | 886 | 345 | 30.4 | .456 | .337 | .753 | 2.7 | 3.7 | 1.0 | 0.3 | 20.3 |
| All-Star | All-Star | 1   | 1   | 21.0 | .538 | –    | .000 | 3.0 | 5.0 | 0.0 | 1.0 | 14.0 |

### プレーオフ
| Year   | Team   | GP | GS | MPG  | FG%  | 3P%  | FT%  | RPG | APG | SPG | BPG | PPG  |
| ------ | ------ | -- | -- | ---- | ---- | ---- | ---- | --- | --- | --- | --- | ---- |
| 1976   | PHI    | 3  | –  | 20.7 | .393 | –    | .769 | 0.3 | 1.7 | 1.0 | 0.0 | 10.7 |
| 1977   | PHI    | 15 | –  | 18.7 | .371 | –    | .688 | 2.1 | 1.9 | 0.8 | 0.5 | 11.9 |
| 1978   | PHI    | 10 | –  | 26.8 | .411 | –    | .728 | 3.1 | 3.7 | 0.4 | 0.6 | 16.1 |
| 1985   | CLE    | 4  | 4  | 37.5 | .441 | .000 | .920 | 2.5 | 7.8 | 1.5 | 0.0 | 26.3 |
| 1988   | HOU    | 2  | 0  | 6.0  | .000 | .000 | –    | 1.0 | 0.5 | 0.5 | 0.0 | 0.0  |
| Career | Career | 34 | 4  | 22.7 | .398 | .000 | .740 | 2.2 | 3.0 | 0.7 | 0.4 | 14.0 |